# Casa Prencés
La Casa Prencés és una obra de Riba-roja d'Ebre (Ribera d'Ebre) inclosa a l'Inventari del Patrimoni Arquitectònic de Catalunya.

## Descripció
Situat al carrer Major, prop de l'església parroquial. Edifici cantoner de planta rectangular i tres crugies. Consta de planta baixa, dos pisos i golfes i coberta a tres vessants. Al centre del frontis hi ha un portal d'arc escarser amb l'intradós motllurat i una orla molt ornamentada a la clau, on hi consta el nom de "JOSE MONTE " i l'any "1860". Les obertures estan distribuïdes seguint quatre eixos, que no coincideixen amb el del portal principal, però sí que ho fan amb els dos portals que hi ha als extrems. Són totes d'arc pla arrebossat i es troben ressaltades amb diferent tonalitat, les del primer i segon pis amb sortida a un balcó. L'acabat exterior de l'edifici és arrebossat i pintat, amb els angles amb carreus vistos i els nivells de forjat delimitats amb diferent tonalitat.